# Nicole Pasquier
Pour les articles homonymes, voir Pasquier.
Nicole Pasquier est une femme politique française libérale née le 19 novembre 1930 à Lyon (Rhône), où elle est morte le 9 octobre 1999.

## Biographie

### Formation
Docteur en médecine diplômée de la faculté de Lyon, elle est titulaire d'un certificat d'études supérieures de neuro-psychiatrie.

### Carrière médicale
Elle se spécialise en psychiatrie infantile et exerce à l'hôpital Édouard-Herriot de Lyon de 1960 à 1976 et à l'hôpital de Caluire-et-Cuire de 1971 à 1976.
Elle est membre de la Société de psychologie médicale de langue française et de la Société française de psychiatrie de l'enfant et de l'adolescent.

### Carrière politique et associative
Nicole Pasquier est membre du Parti républicain. Elle est élue conseillère municipale de Caluire-et-Cuire de 1971 à 1983.
En 1974, elle est nommée déléguée générale du Centre d'information féminin pour la région Rhône-Alpes par la secrétaire d'État à la Condition féminine Françoise Giroud. Entre 1976 et 1978, Nicole Pasquier devient présidente du Centre d'information féminin de Paris qui, sous sa présidence, prendra le statut d'association nationale. Elle devient également en 1976 déléguée nationale à la Condition féminine auprès du Premier ministre Raymond Barre.

#### Fonctions ministérielles
Nicole Pasquier est nommée secrétaire d’État à l'Emploi féminin du gouvernement Raymond Barre (3) le 10 janvier 1978. Son arrivée au gouvernement, avec 8 autres femmes, se veut un geste symbolique fort de la part de Valéry Giscard d'Estaing. Sa nomination et celle de ses collègues féminines sont cependant critiquées par la gauche et l'extrême gauche. La sociologue Évelyne Sullerot, classée à gauche, les accusent de servir d'« alibis » pour les hommes du gouvernement.
Durant ses fonctions, Nicole Pasquier œuvre en faveur du repos prénatal des femmes enceintes et pour l'égalité professionnelle entre hommes et femmes. Elle lance un groupe de travail sur le problème relatif au travail à temps partiel avec les organisations syndicales.
Nicole Pasquier quitte le gouvernement le 13 mai 1981 après l'élection de François Mitterrand à la présidence de la République et la nomination du premier gouvernement de Pierre Mauroy.

## Vie privée
Elle est mariée et mère de trois enfants.

## Mandats
- Conseillère municipale de Caluire-et-Cuire de 1971 à 1983.